# Física o Química
Física o Química – hiszpański serial, którego producentem jest Carlos Montero w reżyserii m.in.: Ignacio Mercero i Alejandro Bazzano, którego premiera za pośrednictwem kanału telewizyjnego Antena 3 miała miejsce 8 lutego 2008 r. Serial jak do tej pory nie był emitowany w Polsce.

## Fabuła
Serial opowiada o uczniach i ich nauczycielach hiszpańskiej szkoły Zurbania. Serial porusza wiele wątków takich jak: Narkotyki, trójkąty seksualne, miłość i seks pomiędzy uczniami a nauczycielami, samobójstwa głównych bohaterów, choroby psychicznych i fizycznych, na które natykają się główni bohaterowie. Przez cały serial przewija bardzo wyraźny wątek gejowski.

## Opinie
Mimo iż serial szokuje i podejmuje bardzo odważne tematy otrzymał bardzo wysokie noty w rodzimej Hiszpanii jak i za granicą, co bezpośrednio przyczyniło się do międzynarodowego sukcesu serialu i kupno przez zagraniczne stacje.

## Nagrody i wyróżnienia
- Wyróżnienie na Międzynarodowym Festiwalu Filmu i Telewizji w León dla Any Milán.
- Nagroda Ondas 2009 dla najlepszego hiszpańskiego serialu dla młodzieży.
- Nagroda gejowskiego magazynu Shangay dla najlepszego serialu.
- Nagroda Premio Joven 2009 dla najlepszych aktorek i aktorów młodego pokolenia dla: Blanki Romero, Angy Fernándeza i Úrsuli Corberó.

## Emisja serialu w innych krajach
| Kraj                                                                                 | Data premiery    | Kanał                  | Tytuł               |
| ------------------------------------------------------------------------------------ | ---------------- | ---------------------- | ------------------- |
| Hiszpania                                                                            | 4 lutego 2008    | Antena 3               | Física o química    |
| Francja                                                                              | 24 sierpnia 2009 | NRJ 12                 | Physique ou Chimie  |
| Włochy                                                                               | 4 września 2010  | Rai 4                  | Fisica o chimica    |
| Stany Zjednoczone                                                                    | 2010             | 52MX                   | Física o química    |
| Meksyk                                                                               | 2010             | 52MX                   | Física o química    |
| Paragwaj · Argentyna · Ekwador · Kolumbia · Peru · Wenezuela · Nikaragua · Gwatemala | 2010             | Antena 3 Internacional | Física o química    |
| Portugalia                                                                           | 2010             | MTV Portugal           | Físicas ou químicas |
| Brazylia                                                                             | 2011             | SBT                    | Física ou química   |